# Mix FM Capão Bonito
Mix FM Capão Bonito é uma emissora de rádio brasileira de Capão Bonito, município do estado de São Paulo, que opera na frequência FM 102,9 MHz, sendo afiliada da Mix FM.

## História
A emissora entrou no ar no ano de 1990 como Super 90 FM, na frequência de FM 90,7 MHz, sendo a primeira FM da cidade.
Em 2001, a emissora se afiliou à Jovem Pan, virando então a Jovem Pan 2 Capão Bonito — posteriormente Jovem Pan FM Capão Bonito.
Em novembro de 2012, a emissora ganha mais potência e migra para a frequência FM 102,9.
A parceria de longos anos durou até março de 2017. O motivo do encerramento foi devido à estreia da Jovem Pan FM Sul Paulista, por outro empresário, na frequência FM 88,9 MHz, do município de São Miguel Arcanjo, com foco na cidade de Itapetininga. Por isso, foi confirmada a volta da Mix FM para a região (cuja primeira passagem foi em Itapeva, em FM 104,7 MHz, e a parceria durou de 2012 até 2015). A estreia aconteceu no dia 2 de abril de 2017. 